# Estimata alexii
Estimata alexii är en fjärilsart som beskrevs av Igor Kozhanchikov. Estimata alexii ingår i släktet Estimata och familjen nattflyn. Inga underarter finns listade i Catalogue of Life.